# جیلت گرو (آیووا)
جیلت گرو (به انگلیسی: Gillett Grove) شهری در ایالت آیووا کشور ایالات متحده آمریکا است که جمعیت آن در سرشماری سال ۲۰۱۰ میلادی، ۴۹ نفر بوده‌است.